# Neotheronia ruwenzorica
Neotheronia ruwenzorica là một loài tò vò trong họ Ichneumonidae.